# Hatitia riveti
Hatitia riveti là một loài nhện trong họ Anyphaenidae.
Loài này thuộc chi Hatitia. Hatitia riveti được Lucien Berland miêu tả năm 1913.